# GEDCOM
GEDCOM (от англ. Genealogical Data Communications) — спецификация для обмена генеалогическими данными между разными генеалогическими программами. GEDCOM был разработан Церковью Иисуса Христа Святых последних дней для помощи в генеалогических исследованиях. Большинство современных генеалогических компьютерных программ поддерживает импорт/экспорт данных в формате GEDCOM.

## GEDCOM модель
GEDCOM использует lineage-linked модель данных. В основе этой модели ядром является семья или личность.

### Пример
Ниже находится пример файла GEDCOM. Первый столбец обозначает уровень вложенности.
Заголовок (HEAD) включает исходную программу и версию (Reunion, V8.0), версию GEDCOM (5.5) и кодировку символов (MACINTOSH).
Личные записи (INDI) определяют персон Bob Cox(ID 1—@I1@), Joann Para (ID 2) и Bobby Jo Cox (ID 3).
Запись семьи (FAM) ссылается на мужа (HUSB), жену (WIFE) и ребёнка (CHIL) по их ID-номерам.

## Версии
Текущая версия спецификации GEDCOM 5.5, была выпущена 12 января 1996 года. Последующий проект GEDCOM 5.5.1 спецификации был выпущен в 1999 году, представляя девять новых тегов, в том числе WWW, EMAIL и FACT, и в качестве кодировки символов был утверждён UTF-8. Этот проект не был официально утверждён, но его положения были приняты во многих программах по генеалогии.
Как упоминалось выше, существует также вариант (по крайней мере бета-версия) от «Событие GEDCOM», который включает такие мероприятия, как первый класс (нулевой уровень) пунктов. Однако это не было широко принято, и линии, связанные GEDCOM по-прежнему де-факто общий знаменатель.
6 декабря 2002 года бета-версию GEDCOM 6.0 выпустили для разработчиков, чтобы они изучили её и начали  внедрять в своих программах. GEDCOM 6.0 должен был быть первой версией, в которой для хранения данных используется формат XML, и является изменение предпочтительной кодировкой от ANSEL Юникод (UNICODE). (Единообразное использование Unicode позволит использование международных кодировок. Пример хранения: восточно-азиатские имена с оригинальной командой символов, без которых они могли бы быть неясными и мало полезными для генеалогических и исторических исследований.)

### Спецификации
- Спецификация формата GEDCOM 5.5 (англ.)
- Предварительная спецификация GEDCOM XML 6.0 (англ.)

### Обзоры
- Обзор GEDCOM и его использования (англ.) на Энциклопедии генеалогии
- Cyndi’s List — GEDCOM (англ.)
- Отображение GEDCOM в XML (англ.)
- GEDCOM TestBook Project (англ.)
- Модель генеалогических данных GENTECH (англ.)